# RUN (콘서트)
RUN은 대한민국 및 일본에서 활동하는 가수 윤하의 콘서트이다. 또한, 이전의 소속사였던 라이온미디어에서 나온 후 첫 콘서트이다. 2012년 7월 28일 서울 공연과 8월 11일 부산 공연, 총 2회의 공연을 가졌다.

## 공연 일자
| 날짜            | 도시 | 장소                     |
| --------------- | ---- | ------------------------ |
| 2012년 7월 28일 | 서울 | AX-KOREA                 |
| 2012년 8월 11일 | 부산 | 롯데호텔 부산 롯데아트홀 |

## 셋리스트

### 1부
1. 좀 더 둘이서
2. 손을 잡고서
3. 내일도 맑은 하루처럼
4. Say Something
5. If
6. 크림소스 파스타
7. 바람이 분다
8. 별빛달빛
9. 꿈속에서
10. 고백하기 좋은 날
11. 소나기
12. 우린 달라졌을까

### 2부
1. Rock Like Stars
2. People
3. 기다리다
4. 기다려줘
5. Supersonic
6. No Limit
7. 혜성
8. Set Me Free
9. Run
10. 오늘 서울은 하루종일 맑음

### 앙코르
1. 네 꿈을 펼쳐라
2. Hope